# Königsteiner Kreis
Der Königsteiner Kreis war eine Vereinigung von aus der SBZ und DDR geflüchteten Juristen und Volkswirten, die die Rechtsentwicklung in der DDR analysierten und die Politiker der Bundesrepublik Deutschland entsprechend berieten. Der Königsteiner Kreis arbeitete von 1949 bis 1997.

## Gründung
Etwa 100 aus der SBZ geflüchtete Juristen und Volkswirte kamen am 9. Juli 1949 in Königstein im Taunus zusammen, um „ihrer Sorge über die dortige Entwicklung Ausdruck zu verleihen“. Es handelte sich bei den einladenden Persönlichkeiten um frühere Inhaber hoher Ämter in Politik, Verwaltung und Rechtsprechung in den Ländern der SBZ.
Am 17. Dezember 1949 wurde der Königsteiner Kreis als Vereinigung konstituiert. Zur Namenswahl trug auch die Erinnerung an Königstein an der Elbe bei. Als Ziele der Vereinigung wurden festgelegt:
- In politischer Hinsicht die Erhaltung und Wiedergewinnung der deutschen Rechts- und Wirtschaftseinheit auf der Grundlage der allgemein anerkannten Menschenrechte, des demokratischen Aufbaus und der Rechtskontrolle der Staatsorgane, der Unabhängigkeit der Rechtspflege und der Sauberkeit, Sparsamkeit, Sachlichkeit und Gesetzmäßigkeit der Verwaltung und Wirtschaft;
- in fachlicher Hinsicht die ständige weitere Beschäftigung mit der Gestaltung von Recht, Verwaltung und Wirtschaft in der SBZ sowie die Verbreitung von Kenntnissen darüber;
- und in sozialer Hinsicht die Förderung des persönlichen und beruflichen Zusammenhalts der Mitglieder und die Unterstützung in Not geratener Mitglieder.

Am 12. Februar 1952 erfolgte die offizielle Eintragung in das Vereinsregister.

## Tätigkeiten
Die Tagungen fanden im „Haus der Begegnung“ in Königstein statt. Die Geschäftsstelle befand sich in Frankfurt am Main, ab 1987 in Königstein. Regelmäßig erschien das Mitteilungsblatt „Königsteiner Kreis“. Zum ersten Vorsitzenden des Königsteiner Kreises wurde MdB Hermann Brill gewählt (früherer Ministerpräsident des Landes Thüringen), spätere langjährige Vorsitzende waren Gottfried Zieger (Göttingen) und Friedrich-Christian Schroeder (Regensburg).
Es wurden ein Verfassungs-, ein Wirtschafts- und ein Rechtsausschuss gebildet. Diese führten zahlreiche wissenschaftliche Fachtagungen durch, nicht selten gemeinsam. Der Königsteiner Kreis sah sich politisch unabhängig, pflegte jedoch enge Beziehungen zu den im Deutschen Bundestag vertretenen Parteien CDU, CSU, SPD und FDP. Im Vorstand gab es einen Parteienproporz. Der Königsteiner Kreis wurde durch das Bundesministerium für gesamtdeutsche Fragen finanziell unterstützt. Gute Beziehungen pflegten Mitglieder des Vereins zur 1978 gegründeten Gesellschaft für Deutschlandforschung.
Der Königsteiner Kreis trat mit eigenen Publikationen und zahlreichen Gesetzgebungs- und Änderungsvorschlägen an die Öffentlichkeit. Eine Verfassungsbeschwerde 1956 führte zu der Feststellung, dass Strafurteile von Gerichten der DDR in Wirtschaftsstrafsachen nicht vollstreckt werden durften. Die Satzung wurde im Laufe der Jahrzehnte wiederholt geändert, zuletzt 1988.
Nach der Wiedervereinigung 1990 beschäftigte sich der Königsteiner Kreis mit der Bewältigung des DDR-Unrechts, Problemen der Übernahme des bundesdeutschen Rechts im Beitrittsgebiet und führte 1991 in Wustrau eine Umschulung von DDR-Juristen durch. 1992 fand ein wissenschaftliches Kolloquium in Königstein an der Elbe statt.

## Auflösung
Auf einer ordentlichen Mitgliederversammlung Ende 1997 wurde die Auflösung des Vereins beschlossen. Er sah mit der Wiedervereinigung sein wesentliches Vereinsziel als erreicht an. Die umfangreichen Unterlagen des Königsteiner Kreises wurden in das Bundesarchiv in Koblenz überführt.